# UTC−4:30

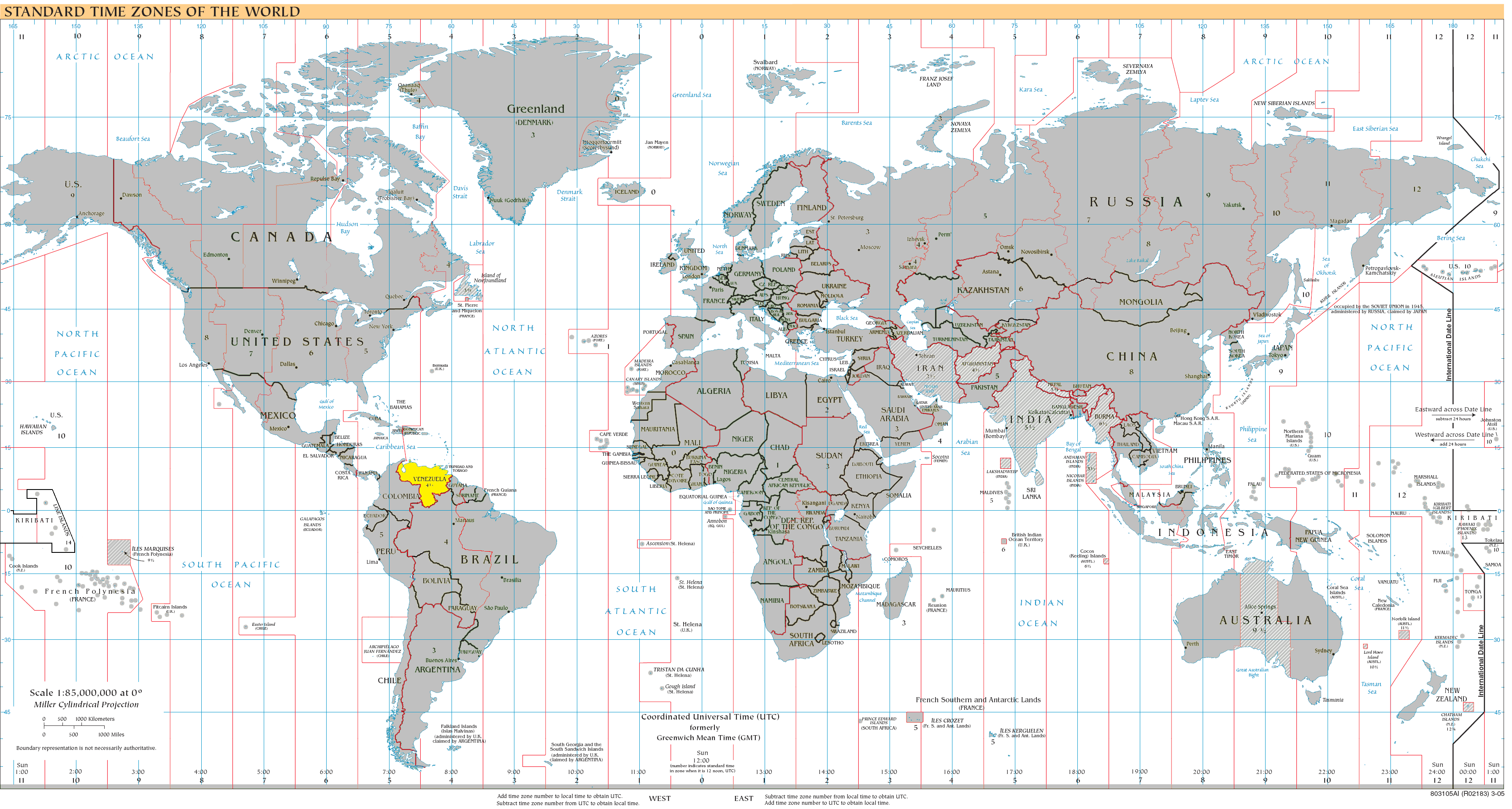
gehele jaar

UTC−4:30 is een tijdzone tussen de Eastern Standard Time en Atlantic Standard Time. Deze tijdzone werd gehanteerd in Venezuela tussen 1912 en 1965 en opnieuw tussen 9 december 2007 en 1 mei 2016. Hiermee voerde Venezuela een unieke tijdzone. Sinds 1 mei 2016 zijn er geen landen meer die deze tijdzone voeren.
De zone is bepaald aan de hand van meridiaan 67° 30' WL, die noord-zuid door het midden van Venezuela loopt. Tussen 1965 en 2007 stelde men de klok in op UTC−4, onder verwijzing naar de meridiaan 60° WL die door de staat Delta Amacuro in het oosten van het land loopt.
De officiële reden om voor Venezuela een eigen tijdzone te creëren is dat de regering van Hugo Chávez meende dat meer mensen eerder opstaan als het vroeger licht is. Daardoor zouden mensen beter presteren en zouden kinderen het op school beter gaan doen. Tevens zou het kiezen van een tijdzone aan de hand van een meridiaan die door het midden van het land loopt recht doen aan de geografische positie van het land. Volgens critici wil Chávez, bekend om zijn anti-Amerikaanse retoriek, zijn land niet in dezelfde tijdzone als een deel van de Verenigde Staten laten liggen. Chávez' regering zorgde er met dit besluit voor dat de tijd in Venezuela afwijkt ten opzichte van die van alle buurlanden, die UTC−4 (Aruba, Bonaire, de aangrenzende delen van Brazilië, Curaçao, Guyana en Trinidad en Tobago) of UTC−5 (Colombia) voeren.
De reden voor Venezuela om de tijdzone weer aan te passen naar UTC−4 was om het elektriciteitsverbruik 's avonds te verlagen.